# Vanuatu nos Jogos Olímpicos de Verão de 2024
Vanuatu participou dos Jogos Olímpicos de Verão de 2024, realizados em Paris, na França. Foi a décima aparição do país nos Jogos Olímpicos desde a estreia em Seul 1988.
Foi representado por seis atletas que competiram em cinco esportes, mas nenhum conquistou medalhas.

## Competidores
Esta foi a participação por modalidade nesta edição:
| Esporte        | Masculino | Feminino | Total |
| -------------- | --------- | -------- | ----- |
| Atletismo      | 0         | 1        | 1     |
| Halterofilismo | 0         | 1        | 1     |
| Judô           | 1         | 0        | 1     |
| Natação        | 1         | 1        | 2     |
| Tênis de mesa  | 0         | 1        | 1     |
| Total          | 2         | 4        | 5     |

## Desempenho

### Atletismo
- Q = Qualificado para a próxima fase
- q = Qualificado para a próxima fase como o perdedor mais rápido ou, em eventos de campo, pela posição sem atingir o alvo para qualificação
- N/A = Fase não aplicável para o evento
- Bye = Atleta não precisou disputar aquela fase

Feminino
Eventos de pista
| Atleta      | Evento | Preliminar | Preliminar | Baterias    | Baterias    | Semifinal   | Semifinal   | Final       | Final       | Ref.  |
| Atleta      | Evento | Tempo      | Pos.       | Tempo       | Pos.        | Tempo       | Pos.        | Tempo       | Pos.        | Ref.  |
| ----------- | ------ | ---------- | ---------- | ----------- | ----------- | ----------- | ----------- | ----------- | ----------- | ----- |
| Chloe David | 100 m  | 12.44      | 6          | Não avançou | Não avançou | Não avançou | Não avançou | Não avançou | Não avançou | [ 5 ] |

### Halterofilismo
Feminino
| Atleta              | Evento    | Arranco | Arranco | Arremesso | Arremesso | Total | Pos. | Ref.  |
| Atleta              | Evento    | Result. | Pos.    | Result.   | Pos.      | Total | Pos. | Ref.  |
| ------------------- | --------- | ------- | ------- | --------- | --------- | ----- | ---- | ----- |
| Ajah Pritchard-Lolo | Até 81 kg | 89      | 12      | 108       | 11        | 197   | 11   | [ 6 ] |

### Judô
Masculino
| Atleta     | Evento    | Primeira fase        | Oitavas              | Quartas              | Semifinais           | Repescagem           | Final / DB           | Final / DB | Ref.  |
| Atleta     | Evento    | Adversário Resultado | Adversário Resultado | Adversário Resultado | Adversário Resultado | Adversário Resultado | Adversário Resultado | Pos.       | Ref.  |
| ---------- | --------- | -------------------- | -------------------- | -------------------- | -------------------- | -------------------- | -------------------- | ---------- | ----- |
| Hugo Cumbo | Até 81 kg | NED F de Wit D 00–10 | Não avançou          | Não avançou          | Não avançou          | Não avançou          | Não avançou          | =17        | [ 7 ] |

### Natação
Masculino
| Atleta          | Evento      | Eliminatórias | Eliminatórias | Semifinal   | Semifinal   | Final       | Final       | Ref.  |
| Atleta          | Evento      | Tempo         | Pos.          | Tempo       | Pos.        | Tempo       | Pos.        | Ref.  |
| --------------- | ----------- | ------------- | ------------- | ----------- | ----------- | ----------- | ----------- | ----- |
| Johnathan Silas | 100 m livre | 59.38         | 77            | Não avançou | Não avançou | Não avançou | Não avançou | [ 8 ] |

Feminino
| Atleta       | Evento     | Eliminatórias | Eliminatórias | Semifinal   | Semifinal   | Final       | Final       | Ref.  |
| Atleta       | Evento     | Tempo         | Pos.          | Tempo       | Pos.        | Tempo       | Pos.        | Ref.  |
| ------------ | ---------- | ------------- | ------------- | ----------- | ----------- | ----------- | ----------- | ----- |
| Loane Russet | 50 m livre | 28.86         | 54            | Não avançou | Não avançou | Não avançou | Não avançou | [ 9 ] |

### Tênis de mesa
Feminino
| Atleta         | Evento     | Preliminar           | Primeira rodada      | Segunda rodada       | Oitavas de final     | Quartas de final     | Semifinal            | Final                | Final       | Ref.   |
| Atleta         | Evento     | Adversário Resultado | Adversário Resultado | Adversário Resultado | Adversário Resultado | Adversário Resultado | Adversário Resultado | Adversário Resultado | Pos.        | Ref.   |
| -------------- | ---------- | -------------------- | -------------------- | -------------------- | -------------------- | -------------------- | -------------------- | -------------------- | ----------- | ------ |
| Priscila Tommy | Individual | Bye                  | USA A Wang D 0–4     | Não avançou          | Não avançou          | Não avançou          | Não avançou          | Não avançou          | Não avançou | [ 10 ] |